# Edwardianske periode
Den Edwardianske periode eller Edwardianske tid omfatter Edward VII's korte regeringstid (1901 - 1910), men perioden bliver hyppigt regnet fra 1890 til første verdenskrig, 1914.
Det britiske imperium var på sit højeste, men samtidigt mærkedes det, at Storbritanniens tid som verdens førende nation snart var ovre.
Før den Edwardianske periode kom Klunketiden.
| Historie | Spire Denne historieartikel er en spire som bør udbygges. Du er velkommen til at hjælpe Wikipedia ved at udvide den. |